# دانشگاه رویال رودز
دانشگاه رویال رودز یا دانشگاه جاده سلطنتی (انگلیسی: Royal Roads University) با پردیس اصلی کال وود، بریتیش کلمبیا، بریتیش کلمبیا ی دانشگاه دولتی است. این دانشگاه در پارک ملی ونکوور در جزیره ونکوور واقع شده‌است.
در سال ۱۹۹۵، دولت بریتیش کلمبیا دانشگاه جاده سلطنتی را به عنوان یک دانشگاه عمومی با تمرکز کاربردی و تخصصی ایجاد کرد. این دانشگاه بیش از ۲۰٬۰۰۰ دانش‌آموخته در زمینه‌های مدیریت، تجارت، محیط‌زیست، ارتباطات، گردشگری و حقوق اجتماعی در بیش از ۶۰ کشور جهان دارد که دوره‌هایشان را در این دانشگاه به پایان رسانده‌است.